# ديفيد هيس (سياسي)
ديفيد هيس هو كاتب ورسام وسياسي سويسري، ولد في 29 نوفمبر 1770 في زيورخ في سويسرا، وتوفي بنفس المكان في 11 أبريل 1843.